# Christopher Mies
Christopher Mies, né le 24 mai 1989 à Heiligenhaus, est un pilote automobile allemand. Il est engagé dans différents championnats de Grand Tourisme.

## Biographie
Après avoir débuté en karting, il a participé à la Ford Fiesta Cup Allemagne en 2007 puis a remporté la division 2 de l'ADAC Procar Series en 2008 sur une Ford Fiesta ST.
Depuis 2009, il court pour le Team Phoenix au volant d'une Audi R8 LMS. Il a remporté le Championnat d'Europe FIA GT3 en 2009 et plusieurs courses en ADAC GT Masters et VLN depuis 2010. 

## Palmarès
- Champion de Division 2 en ADAC Procar Series en 2008
- Vainqueur du Championnat d'Europe FIA GT3 en 2009
- Victoire aux 12 Heures de Bathurst en 2011 et 2012
- Vainqueur des Blancpain Endurance Series en 2012 avec Christopher Haase et Stéphane Ortelli
- Vainqueur des 24 Heures du Nürburgring en 2015